# 赤旗名人戦
しんぶん赤旗全国囲碁・将棋大会（しんぶんあかはたぜんこくいごしょうぎたいかい）は、しんぶん赤旗（日本共産党中央委員会）主催・日本棋院、関西棋院、日本将棋連盟後援の囲碁・将棋のアマチュア棋戦。通称「赤旗名人戦」。1963年より開催されている。優勝者は、新人王戦（囲碁・将棋）への出場資格を得る。
例年8月から10月にかけて日本全国の250カ所以上で地区大会、10月に都道府県大会が行われ、11月に日本共産党本部で都道府県代表と招待選手計56名による全国大会では予選リーグ（4名ずつの2勝勝ち抜き制）が行われ、勝ち抜き者28名による決勝トーナメントが行われる。

## 過去の優勝者

### 囲碁部門
1. 1963年 渡辺満
2. 1964年 渡辺満
3. 1965年 若山秀二
4. 1966年 渡辺満
5. 1967年 干場一徳
6. 1968年 干場一徳
7. 1969年 藤本俊夫
8. 1970年 仲松弥芳
9. 1971年 肥田野和男
10. 1972年 平野豊
11. 1973年 景山憲二
12. 1974年 二口外義
13. 1975年 肱岡英昭
14. 1976年 国府田克己
15. 1977年 中西清一
16. 1978年 四方純雄
17. 1979年 上原吉治
18. 1980年 上原吉治
19. 1981年 坂本孝則
20. 1982年 上原秀史
21. 1983年 阿部正利
22. 1984年 阿部正利
23. 1985年 飯田光雄
24. 1986年 上原吉治
25. 1987年 中島政勝
26. 1988年 上原吉治
27. 1989年 上原吉治
28. 1990年 佐藤一雄
29. 1991年 佐藤一雄
30. 1992年 田中豊
31. 1993年 鳥居信一
32. 1994年 佐藤亜紀子
33. 1995年 藤沢嘉浩
34. 1996年 田中鉄也
35. 1997年 高薄智宏
36. 1998年 高薄智宏
37. 1999年 日高雅博
38. 2000年 湯浅英之
39. 2001年 今分喜行
40. 2002年 日高雅博
41. 2003年 奥田希一
42. 2004年 高津昌昭
43. 2005年 長谷川義則
44. 2006年 今分喜行
45. 2007年 関翔一
46. 2008年 伊達昌希
47. 2009年 四方治雄
48. 2010年 伊瀬英介
49. 2012年 坂倉健太（2011年は東日本大震災により中止）
50. 2013年 関翔一
51. 2014年 平野翔大
52. 2015年 平野翔大
53. 2016年 柳田朋哉
54. 2017年 柳田朋哉
55. 2018年 柳田朋哉
56. 2019年 柳田朋哉
57. 2022年 小野慎吾
58. 2023年 硯川俊正
59. 2024 西川貴敏

2020-2021年は新型コロナウイルス感染拡大により中止。

#### 記録
- 最多優勝　上原吉治（5回）
- 最多連続優勝　柳田朋哉（4連覇）